# 人生画報
人生画報（じんせいがほう、朝鮮語: インセンファボ、ハングル: 인생화보 ）は、韓国の小説家金来成の小説である。1952年より平和新聞に連載され、翌1953年に全3巻の形で単行本が出版された。文学編集者のパク・チニョンによると、2009年までに2度映画化され、そして3度テレビドラマ化された。

## 概要
朝鮮戦争期から戦後に至る時代、財産を失った事で貧困に苦しめられる資産家のイ家と、資産家一家の財産を偶然手に入れて裕福になった教員一家のシン家が、その金によって運命的に結び付けられる様子、また両家やそれらに関わる人々の姿を通し、金とは何か、その金を追いかける人間とは何か、また苦労なく金を手に入れた事がどのような罪につながり、最後の和解へとつながるかが描かれている。

## 映画（1957年版）
1957年にイ・チャングンによって映画化され、同年12月10日に公開された。

### キャスト
- ノ・ヌンゴル
- キム・エリム
- パク・チョルミン
- チュ・ジュンニョ
- コ・ソネ
- ノ・ジェシン
- ハン・ウンジン
- キム・シンジェ
- キム・スンホ
- チョン・ミン
- ヨム・ソッチュ

## テレビドラマ（2002年版）
2002年には韓国KBSにてテレビドラマ版が製作され、2002年8月5日から2003年4月19日まで放送された。全219話。
KBSテレビ小説の放送作品として製作され、月曜日から土曜日の朝8時5分から30分までの25分間放送された。ホン・ヨニが脚本を、イ・サンウが演出を担当した。
最大で21.3%の視聴率を記録し、シン家の次男役を演じたソン・イルグクが2002年度KBS演技大賞新人賞を受賞した。またイ家の次女役のキム・ジヨンとシン家の長男役を演じたイ・セチャンが共演をきっかけに交際を始め、放送終了直前の2003年4月に結婚した事でも話題となった。

### 登場人物

#### イ家
| 俳優                                      | 役名                        | 作品中の設定等 |
| ----------------------------------------- | --------------------------- | --- |
| チェ・ギロ                                | 祖父                        | イ家の家長でチドの父、エリム・チョンニム・ムンチョルの祖父。60代後半-70代半ば。咸鏡道出身でソウルで新信醸造所を立ち上げて一代で財をなした。朝鮮戦争勃発時チョンニムと共に避難するが、全財産を入れたトランクをなくしてしまう。避難中に死去。 |
| ソン・ギユン                              | イ・チド                    | エリム・チョンニム・ムンチョルの父。漢字表記は李治道。40代後半-60代前半。父親の財産で暮らす放蕩者であったが、釜山に来ても働かず、妻やエリム、チョンニムが稼いだ金で暮らす。                                                                 |
| キム・チャンスク                          | ハン氏                      | チドの妻でエリム・チョンニム・ムンチョルの母。40代半ば-50代後半。 |
| キム・ジョンナン                          | イ・エリム                  | チドの長女で初出時は23歳。英文学を学び英語を話す。釜山でヒョンシクと出会って恋に落ち、未婚のまま彼の子を産む。再会後にヒョンシクと結婚。 |
| キム・ジヨン                              | イ・ジョンニム (ジョンリム) | チドの次女。初出時は19歳。朝鮮戦争時避難する途中で財産を失い、通りかかったヒョンウに助けられた。ミンス一家と暮らすうちに商売を始め、後まんじゅう屋の経営者となった。                                                                        |
| キム・グァンヨン 子役時代オ・ヒョンチョル | イ・ムンチョル              | チドの長男。15-29歳。釜山移住時は学生で、生活の激変に耐え切れず一時不良たちと交友したが更生。成長して検事となり、ヨンソクを捜査するようになる。                                                                                             |

#### シン家
| 俳優             | 役名             | 作品中の設定等 |
| ---------------- | ---------------- | --- |
|                  |                  | ヨンソクの母。避難中に死去。 |
| ハン・インス     | シン・ヨンソク   | 漢字表記は申容錫。ヒョンウ・ヒョンシクの父で初出時は50代。ソウルでは学校の校長であった。避難途中で自身の母親が亡くなった後、イ家の全財産が入ったトランクを偶然発見、自分のものとしてしまう。釜山到着後その金を元手にトンシン貿易を興し社長となった。ヒョンウをかわいがっているが、それがヒョンシクの屈折の原因となっている。       |
| キム・ヒョンジャ | ナ氏             | ヨンソクの妻でヒョンウ・ヒョンシクの母。初出時は40代。ヒョンシクをかわいがっている。 |
| イ・セチャン     | シン・ヒョンウ   | 漢字表記は申炯友。ヨンソクの長男で初出時は27歳。清廉な教育者であった父親を尊敬し自らも教師となった。釜山で仲間と共に学校を開いていたが、そこに仕事を求めて訪ねてきたエリムと出会い恋心を抱く。学校が閉鎖された後一時父親の会社で働くが、再び教職に戻った。                                                                         |
| ソン・イルグク   | シン・ヒョンシク | 漢字表記は申炯植。ヨンソクの次男で初出時は26歳。高校を中退した経歴を持つ。父親が優秀な兄ばかりをかわいがるためカインコンプレックスを抱いている。釜山ではトンシン貿易常務として才能を発揮した。自分の財布を盗まれた事をきっかけにエリムと出会い恋に落ちた。日本逃亡中に一時はエリムと離別するも、ソウルに戻った後再会して結婚した。 |
| カン・サン       | シン・ソンジェ   | ヒョンシクとエリムの息子。 |

#### その他
| 俳優             | 役名           | 作品中の設定等 |
| ---------------- | -------------- | --- |
| ト・ギソク       | ミンス         | ヒョンシクの高校時代の同級生。釜山避難後は水売りをしながら祖母と暮らしていた。一時期熊の手下となるが足を洗いチョンニムのまんじゅう屋を手伝うようになる。チョンニムを愛している。 |
| キム・ジヨン     | シム氏         | ミンスの祖母で市場の小豆粥屋主人。後食堂経営者となった。 |
| ペ・ドファン     | マクトン       | イ家が釜山で間借り人となる家の息子。トンシン貿易社員でヒョンシクの部下。 |
| クォン・ギオク   | サンガマ       | マクトンの母親でハン氏の商売仲間。 |
| ユ・スンボン     | タロ           | 釜山の街に住むやくざで熊の部下。 |
| ソン・ドンヒョク | 熊/パク社長    | やくざの親分で後ヨンソク・ヒョンシクの敵となる。 |
| ヤン・ミギョン   | ウォリョン     | 酒場経営者でヨンソクの愛人。熊の知り合い。 |
| ファン・ウナ     | ユ・ミンジョン | ヒョンシクの元婚約者。 |
| アン・ヘスク     | カン女史       | 釜山の洋品店店長でナ氏の友人。 |
| ハン・スヨン     | イ・ウンソン   | ヒョンウの同僚の音楽教師。 |